# Faust (strip)
Faust is een Nederlandse stripreeks, geschreven door Rein van Willigen en getekend door Hans Buying.

## Inhoud
Het verhaal speelt in de middeleeuwen en gaat over de alchimist Faust en Mefistofeles, die hem er probeert toe te brengen zijn ziel aan hem te verkopen. Het verhaal is een parodie op de sage Faust. Als locatie voor het kasteel van de stripfiguur Faust is gekozen voor Kasteel Waardenburg ook bekend onder de naam De Stomp, gelegen aan de Waal vlak bij Zaltbommel. Dit 13e-eeuwse slot, gebouwd door Rudolph I de Cock, is bekend wegens de legende dat Faust hier gewoond zou hebben. In ruil voor hulp van de duivel verkocht Faust zijn ziel werd na afloop van het contract door de tralies van een raam naar de hel is gesleept. De bloedspetters op de muur van Kasteel Waardenburg zijn nog altijd zichtbaar. De legende is een terugkerend thema in deze stripversie van Faust.

## Publicatiegeschiedenis
Redacteur Rein van Willigen schreef de scenario's en Hans Buying tekende de strip.
De reeks werd gepubliceerd in het stripblad Robbedoes van januari 1984 tot en met december 1984.
| Nr. | Titel                           | Aantal pagina's | Publicatie                    |
| --- | ------------------------------- | --------------- | ----------------------------- |
| 1   | Duivel uit het doosje           | 4               | Robbedoes 1984 nr 2386        |
| 2   | Kaas uit 't Faustje             | 4               | Robbedoes 1984 nr 2389        |
| 3   | Gevoelige snaar                 | 6               | Robbedoes 1984 nr 2393        |
| 4   | Geflest                         | 7               | Robbedoes 1984 nr 2407        |
| 5   | Van kwaad tot erger             | 4               | Robbedoes 1984 nr 2416        |
| 6   | Wie is van hout                 | 9               | Robbedoes 1984 nr 2437        |
| 7   | Luchtkastelen                   | 6               | Stripfeestboek (1985)         |
| 8   | Het kan vriezen, het kan dooien | 8               | Zon zee zand stripboek (1986) |

Verhalen 7 en 8 verschenen enkel in een stripbundeling.
Luchtkastelen verscheen in Stripfeestboek (1985) en Het kan dooien verscheen in Zon zee zand stripboek (1986). Beide stripbundelingen werden uitgegeven door de Standaard Uitgeverij.

## Link
- (nl)  Lambiek Comiclopedia, Hans Buying, met voorbeelden uit de strip Faust.